# オットー・ハインリヒ (プファルツ選帝侯)
オットー・ハインリヒ（Otto Heinrich）またはオットハインリヒ（Ottheinrich, 1502年4月10日 - 1559年2月12日）は、プファルツ＝ノイブルク公（在位：1505年 - 1559年）、後にプファルツ選帝侯（在位：1556年 - 1559年）。プファルツ選帝侯フィリップの三男ループレヒトと、バイエルン＝ランツフート公ゲオルクの娘エリーザベトの子。

## 生涯
ゲオルクに男子継承者がなかったことから、共にヴィッテルスバッハ家の同族であるバイエルン＝ミュンヘン公アルブレヒト4世とプファルツ家の間で所領の継承を巡って紛糾し、ランツフート継承戦争（1503年 - 1505年）となった。結果、オットー・ハインリヒと弟フィリップは新設されたプファルツ＝ノイブルク公の称号とともに、現バイエルン州のオーバーフランケンからオーバープファルツにかけて散在する所領を与えられ、父方の祖父フィリップと叔父フリードリヒ2世が摂政となった。フリードリヒ2世が1556年に死去すると、オットー・ハインリヒはプファルツ選帝侯を継承した。
オットー・ハインリヒは、かつてフリードリヒ2世が神聖ローマ皇帝カール5世に屈服して断念した宗教改革を再びプファルツにもたらした。また、ノイブルク・アン・デア・ドナウに宮殿を建造した。
バイエルン公アルブレヒト4世の娘ズザンナと結婚したが、嗣子がなかったため、プファルツ選帝侯はプファルツ系支流のプファルツ＝ジンメルン公フリードリヒ3世が、プファルツ＝ノイブルク公は別の支流のプファルツ＝ツヴァイブリュッケン公ヴォルフガングが継承した。